# Gustavo Matamoros D'Costa
Gustavo Matamoros D'Costa (Bogotá, 28 de mayo de 1928-Bogotá, 5 de enero de 1985) fue un militar colombiano de ascendencia portuguesa.[cita requerida]
Se desempeñó como Ministro de Defensa.

## Biografía
Nació en Bogotá en mayo de 1928, en el seno de una familia de tradición militar. Tras acabar la educación secundaria, entró a la Escuela Militar de Cadetes General José María Córdova, de donde se graduó a los 19 años con el rango de Subteniente de Caballería.
En 1958 se convirtió en el primer director de la Escuela de Equitación del Ejército Nacional y después fue Comandante del Ejército Nacional en Nariño. Así mismo, continuó la tradición hípica que le inculcó su padre.
A finales de 1983 el presidente Belisario Betancur lo designó Ministro de Defensa, tomando posesión del cargo el 20 de enero de 1984. Como Ministro le tocó una época marcada por la violencia del narcotráfico y la agudización del conflicto armado interno. Durante su gestión, se creó la Tercera y Cuarta División del Ejército Nacional y entró en funcionamiento el Servicio Naviero de la Armada de la República, que prestó servicio de transporte a las zonas más apartadas del país.
Falleció en Bogotá el 5 de enero de 1985, víctima de un cáncer, cuando aún se desempeñaba como Ministro de Defensa. En el cargo le sucedió su amigo y asesor, General Miguel Vega Uribe.

## Familia
Era hijo del General Gustavo Matamoros León, quien llegó a ser Gobernador de Norte de Santander, y de Lucrecia D' Costa González.
Se casó con Beatriz Camacho Leyva, hermana de los Generales Luis Carlos, Bernardo y Alberto Camacho Leyva, el primero quien también fue Ministro de Defensa.
Con Beatriz Camacho tuvo 6 hijos, casi todos jinetes, entre los que destacan María del Pilar y Adriana Matamoros Camacho, campeonas nacionales de hípica, y Gustavo Matamoros Camacho, Jefe del Estado Mayor de Colombia.
Sobrino suyo es el dirigente deportivo Enrique Camacho Matamoros.

## Homenajes
El Grupo de Caballería Blindado Mediano del Ejército Nacional de Colombia, un colegio militar y una ONG llevan su nombre.